# Enoploides caspersi
Enoploides caspersi är en rundmaskart som beskrevs av Bo Riemann 1966. Enoploides caspersi ingår i släktet Enoploides och familjen Enoplidae. Inga underarter finns listade i Catalogue of Life.